# Sister’s Noise
A Sister’s Noise (シスターズ・ノイズ; Siszutázu Noizu; Hepburn: Shisutāzu Noizu; stilizálva sister’s noise) a fripSide japán együttes kislemeze, amely 2013. május 8-án jelent meg Japánban a Geneon Universal Entertainment gondozásában. A dal a Toaru kagaku no Railgun S animesorozat első nyitódala. A lemezen megtalálható a fripSide I’m Believing You (I’m believing you) című dala is. Mindkét dalt Jaginuma Szatosi (Sat) komponálta és Nandzsó Josino énekelte. A Sister’s Noise dalszövegét Sat, az I’m Believing You-ét Josino írta.
A CD limitált kiadásához egy DVD is megjelent, amelyen a dal készítésének körülményeiről található egy werkfilm, illetve promóciós filmeket is tartalmaz. A CD-lemez borítóján a Toaru kagaku no Railgun főhőse, Miszaka Mikoto és az egyik nővér (sister), Miszaka 9982 látható.
A dal klipjében az animére erősen utaló, nővéreknek (sisters) öltözött táncosok láthatóak és feltűnik benne a The Tatchi humoristapáros is.

## Számlista
| CD (GNCA-0280/GNCA-0182) | CD (GNCA-0280/GNCA-0182)           | CD (GNCA-0280/GNCA-0182) | CD (GNCA-0280/GNCA-0182) | CD (GNCA-0280/GNCA-0182) | CD (GNCA-0280/GNCA-0182) | CD (GNCA-0280/GNCA-0182) | CD (GNCA-0280/GNCA-0182) | CD (GNCA-0280/GNCA-0182) | CD (GNCA-0280/GNCA-0182) |
| #                        | Cím                                | Dalszöveg                | Zene                     | Hossz                    |                          |                          |                          |                          |                          |
| ------------------------ | ---------------------------------- | ------------------------ | ------------------------ | ------------------------ | ------------------------ | ------------------------ | ------------------------ | ------------------------ | ------------------------ |
| 1.                       | Sister’s Noise                     | Jaginuma Szatosi (Sat)   | Jaginuma Szatosi (Sat)   | 4:22                     |                          |                          |                          |                          |                          |
| 2.                       | I’m Believing You                  | Nandzsó Josino           | Jaginuma Szatosi (Sat)   | 5:46                     |                          |                          |                          |                          |                          |
| 3.                       | Sister’s Noise (instrumentális)    | –                        | Jaginuma Szatosi (Sat)   | 4:22                     |                          |                          |                          |                          |                          |
| 4.                       | I’m Believing You (instrumentális) | –                        | Jaginuma Szatosi (Sat)   | 5:43                     |                          |                          |                          |                          |                          |
| 20:14                    |                                    |                          |                          |                          |                          |                          |                          |                          |                          |

| 1. | Sister’s Noise (PV)     |  |
| 2. | Sister’s Noise (Making) |  |
| 3. | SPOT (Special ver.)     |  |

## Fogadtatás
A Sister’s Noise megjelenésének hetében, több mint 27 000 eladott példánnyal az 1., a 2013 májusi összesítésben a 9. helyen végzett az Oricon kislemez eladási listáján. A Billboard Japan Hot 100 slágerlistán a 3., a Billboard Japan Hot Singles Sales-en szintén az 1. helyet, míg a Music Stationön a 7. helyet érte el. A CDTV esetében is vezette a slágerlistát, míg a Comcha listáján a 3. helyen végzett. Slágerlistás helyezéseket tekintve a Sister’s Noise a fripSide legsikeresebb kislemeze.